# Bill Lawrence
Bill Lawrence (født 26. december 1968 i Ridgefield, Connecticut) er en amerikansk manuskriptforfatter, producer og instruktør. 
Lawrence er bedst kendt som skaberen af komedieserien Scrubs og som medskaber af komedieserien Spin City, hvoraf mange skuespillere sidenhen fik gæsteroller i Scrubs. Derudover har Lawrence bidraget til komedieserier som Friends og Alletiders barnepige. Lawrence er gift med skuespilleren Christa Miller, som spiller rollen som Dr. Cox' ekskone i Lawrences egen serie Scrubs. Med Miller har han tre børn. 